# 鎌倉ハム
鎌倉ハム（かまくらハム）は、旧神奈川県鎌倉郡（現在の鎌倉市及び横浜市）で製造されたハムを源流とする食肉加工品のブランドである。特定の企業が製造する日本ハム、伊藤ハム、プリマハム等と異なり、複数の業者が製造している。

## 歴史

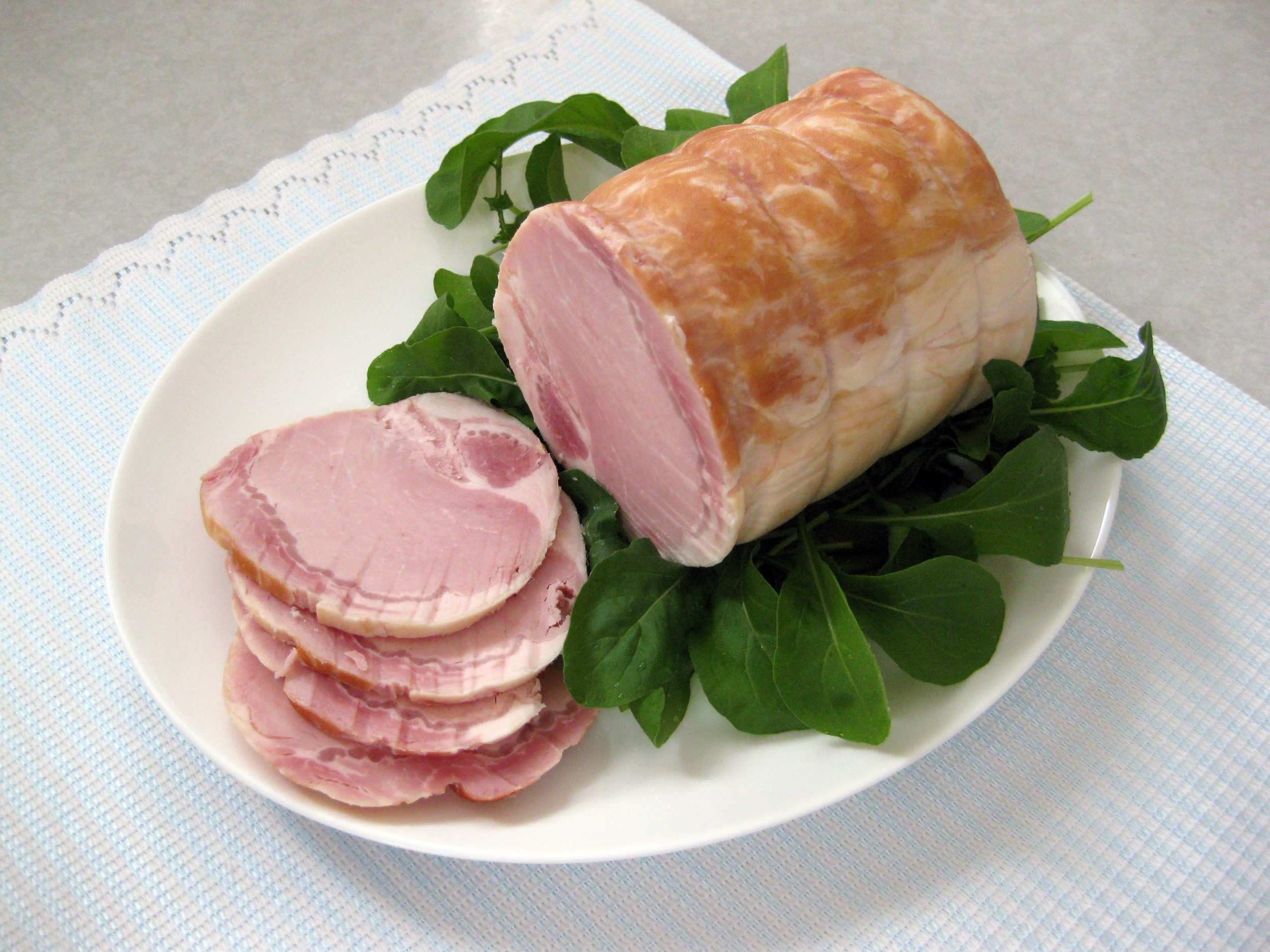
鎌倉ハム富岡商会のハム

横浜の山手で農園を経営し居留地の外国人向けに西洋野菜を販売していた英国人ウイリアム・カーティスが、1874年（明治7年）、鎌倉郡下柏尾村（現在の横浜市戸塚区柏尾町）で白馬亭というホテルを開き、その敷地内に牧場を設けてハム、ベーコン、牛乳、バターの製造を始めた。ホテルを開く際には、カーティスの妻かねが奉公していた大庄屋の齋藤家の助力があったという。
その頃、下柏尾村の村長であった齋藤家の齋藤満平は、農業を活かした工業化を模索し、ハムの試作を行っていた。満平はかねのつてを頼ってカーティスから製法を学ぼうとしたがうまくいかず、権利金を払ってハム製造の権利を獲得。カーティスのもとで使用人をしていた柏尾出身の齋藤角次や益田直蔵の協力を得て、1887年（明治20年）1月に工場を完成させ、齋藤商会を創業。ハムの製造を始めた。「鎌倉ハム」という名称は、帝国海軍への入札の際に品名を決める必要があり、鎌倉郡で製造していることから名付けたという。一方、カーティスのもとでハムの製法を覚えた益田が1879年（明治12年）に工場を設立し、1881年（明治14年）頃に試作に成功したとも伝えられるが、他の資料と整合しない。
また、カーティスからハムを仕入れて鎌倉郡小坂村（現鎌倉市）の大船駅でサンドイッチを販売していた富岡周蔵も、1890年（明治23年）にハムの製造に参入した。鎌倉郡では他に、柏尾の岡部家、下和泉の清水家、下飯田の田丸家でもハムの製造が行われた。
齋藤商会の鎌倉ハムは、1895年（明治28年）の第4回内国勧業博覧会で有効賞、1904年（明治37年）のセントルイス万国博覧会で銀牌を受賞する等高い評価を受けた。柏尾町には、齋藤商会がハムの冷蔵に使用した倉庫が現存している。
1906年（明治39年）には、齋藤、益田、岡部らの製造業者等により日本ハム製造株式会社が設立され、1907年（明治40年）12月に開業式が行われた。また、1907年（明治40年）7月には横浜市根岸に鎌倉ハム製造会社が設立された。これにより、富岡商会、日本ハム、鎌倉ハムの3社が鼎立する状態となったが、1909年（明治42年）に鎌倉ハム、1910年（明治43年）に日本ハムが解散し、2社はいずれも短命に終わった。齋藤、益田、岡部らの製造業者は独自の事業に戻り、大正初期には富岡商会、齋藤、岡部により鎌倉ハム製造組合が結成され、協定を結んで仕入れ、販売を行った。
2017年(平成29年)には、株式会社鎌倉ハム　創業130周年を迎える。

## 主な製造業者

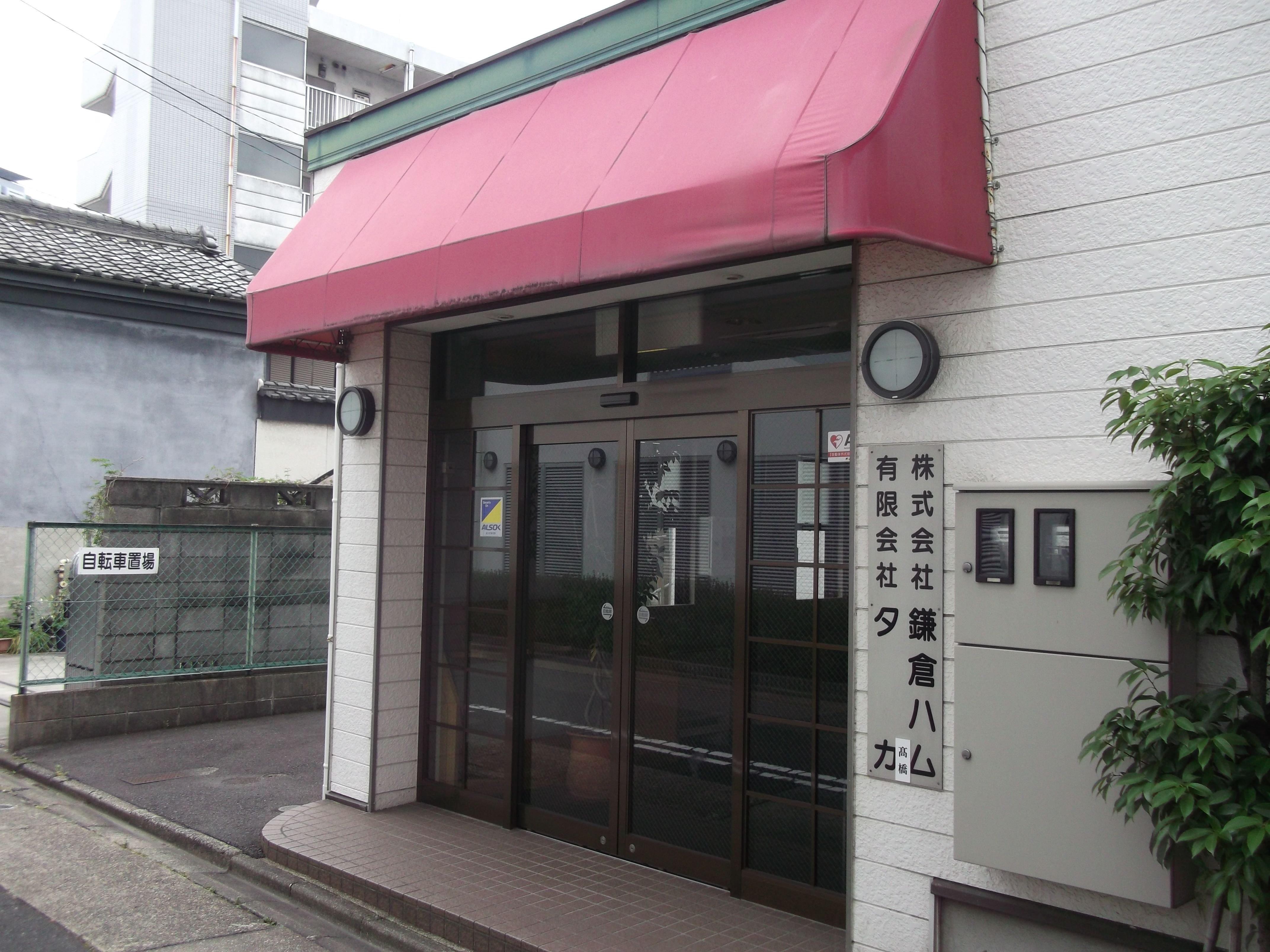
株式会社鎌倉ハム本社

- 株式会社鎌倉ハム（愛知県名古屋市） - 齋藤系。関東大震災で鎌倉の工場が壊滅したため、名古屋市の工場が生産の中心となり[11]、1955年（昭和30年）に本社を名古屋に移転した[12]。
- 株式会社鎌倉ハム富岡商会（鎌倉市） - 富岡系[3]。大船駅で駅弁を製造販売する大船軒と同根[13]。
- 株式会社鎌倉ハム石井商会（横浜市南区） - 益田家から製法及び事業を受け継ぎ、1921年（大正10年）に設立[14]。
- 株式会社鎌倉ハム村井商会（横浜市瀬谷区） - 1929年（昭和4年）創立[15]。
- 株式会社鎌倉ハムクラウン商会（横浜市磯子区） - 1962年（昭和37年）設立[16]。
- 株式会社ゼストクック（東京都西多摩郡瑞穂町） - 1985年（昭和60年）に鎌倉ハムマツダを吸収合併[17]。

## 店舗
株式会社鎌倉ハム富岡商会
- 鎌倉小町 本店
- 鎌倉東急店
- 鎌倉工場店

※ネット販売でも購入可

## 体験
2016年に鎌倉市岩瀬に出来た「鎌倉ハム富岡商会本社工場」にて、工場見学（歴史資料館、製造風景）、ソーセージ手作り体験教室が事前予約で出来るようになった。